# Centro histórico de Pontevedra
El centro histórico de Pontevedra es la parte más antigua de la ciudad española de Pontevedra. Es el segundo casco antiguo más importante de Galicia después del de Santiago de Compostela, y fue declarado conjunto histórico-artístico el 23 de febrero de 1951.
El casco histórico posee una gran riqueza arquitectónica y conserva numerosos elementos de las épocas medieval, moderna y contemporánea.

## Ubicación
El casco histórico de Pontevedra está delimitado principalmente por las calles que coinciden con la línea de la antigua muralla, situándose su parte norte en la margen izquierda del río Lérez que atraviesa la ciudad. El casco histórico está delimitado por la calle Sierra al norte, la calle Arzobispo Malvar al este, la calle Michelena al sur y las calles Cobián Roffignac y Padre Amoedo al este. La Alameda y la Gran Vía de Montero Ríos con las Ruinas del Convento de Santo Domingo y los edificios institucionales oficiales de finales del siglo XIX pueden considerarse como una prolongación del casco histórico por el oeste.

## Historia
Fue probablemente en el siglo IX cuando la población de Pontevedra comenzó a agruparse en torno al antiguo puente y enclave romanos. En 1169, el rey Fernando II de León le concedió la categoría de ciudad. Se inició la construcción del nuevo puente medieval (actual puente del Burgo) y la población se fue asentando en lo que hoy es el casco histórico.
Pontevedra se dotó de una muralla fortificada que se desarrolló en tres etapas sucesivas a partir del núcleo original situado en las inmediaciones de la Basílica de Santa María la Mayor, la zona más alta y fácilmente defendible. La planta de la primera muralla es la de una bastida preplanificada, organizado en tres calles paralelas (calles Platería Vella, Amargura-San Martiño y Alta-Sor Lucía) y una transversal central correspondiente a la parte alta de la calle Isabel II.
En el siglo XIII, el recinto amurallado se amplió debido al progresivo desarrollo económico y demográfico generado por los privilegios reales concedidos a la ciudad (en 1229, Alfonso IX le otorgó un privilegio exclusivo para la elaboración y distribución de pescado en todo el reino, y en 1238, Fernando III le concedió la fabricación de grasa de sardina). En los últimos años del siglo XIII llegaron las órdenes mendicantes de los dominicos, clarisas y franciscanos; estos últimos construyeron su convento en el otro altozano del casco antiguo, al este.

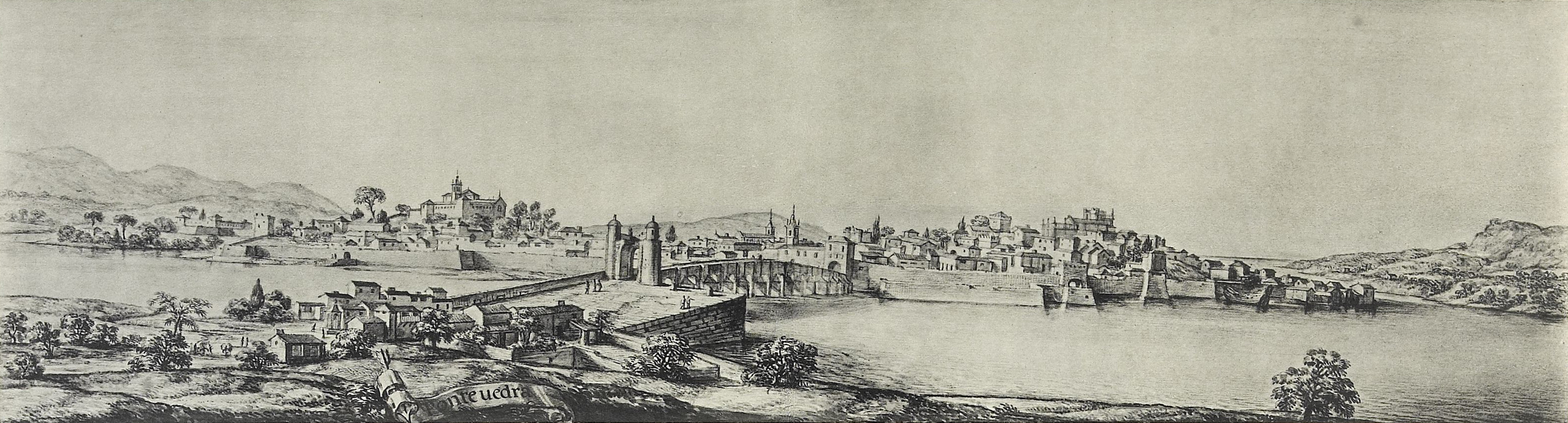
Centro histórico de Pontevedra en 1669

En el siglo XIV tuvo lugar una segunda fase de ampliación de la muralla, que discurría por la calle Pasantería y la plaza de la Herrería hasta su confluencia con la calle Michelena. En el siglo XV, el crecimiento de la ciudad hizo necesaria una última ampliación de la muralla. En 1452, Juan II de Castilla concedió a Pontevedra el título de puerto de carga y descarga de Galicia y, en 1467, Enrique IV la premió con la autorización para establecer una feria franca anual de 30 días. Era necesario disponer de un espacio suficientemente amplio y controlado para celebrar la feria (correspondiente a la actual plaza de la Herrería). La nueva muralla se terminó en 1480  y englobó el último tramo de la calle Sarmiento.

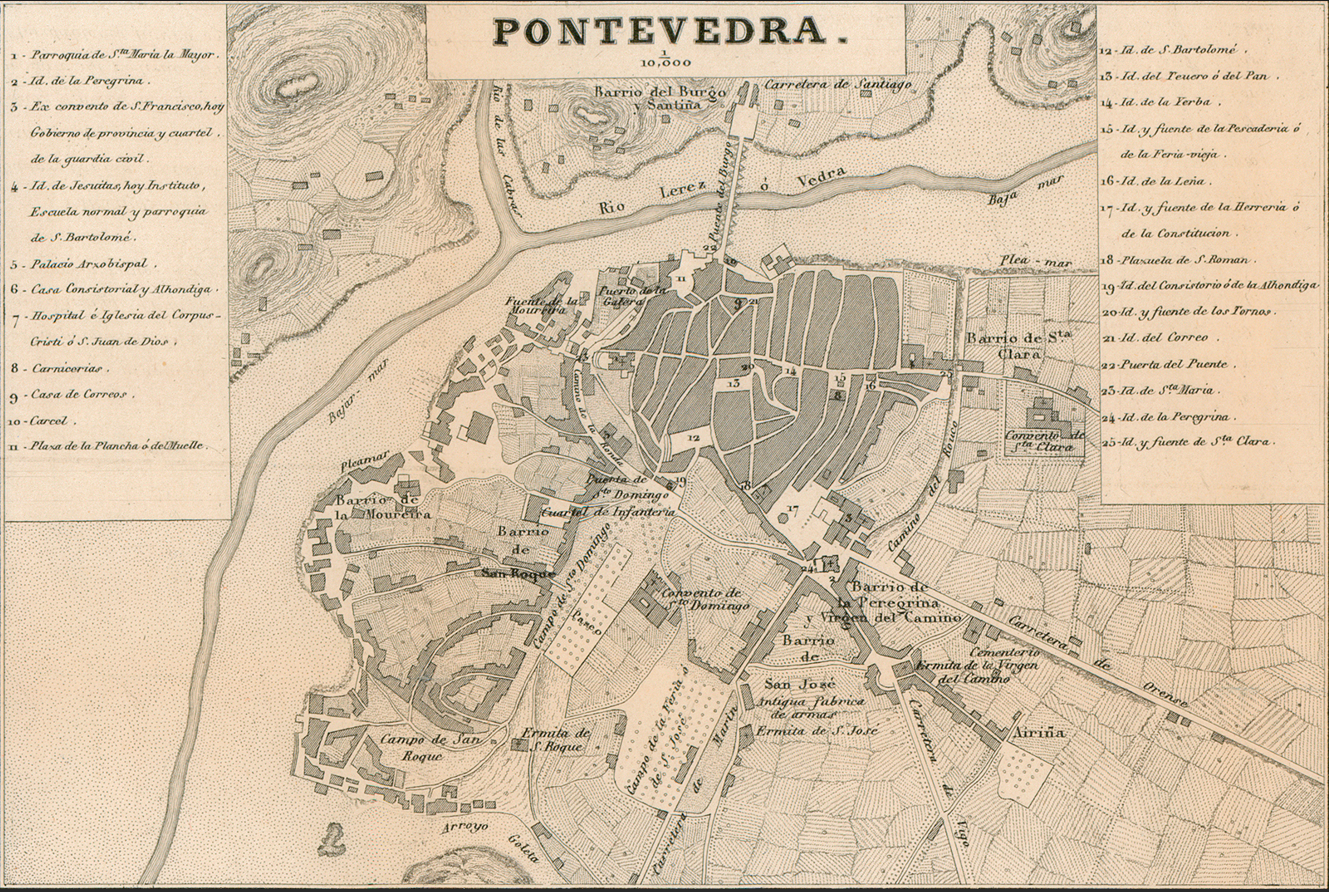
Plano de Pontevedra y su centro histórico en 1856

En el siglo XVI, el poder económico del Gremio de Mareantes propició la construcción de la Basílica de Santa María la Mayor. A lo largo del siglo XVI, el entramado de calles, plazas y edificios cubrió parte de los espacios vacíos intramuros de Pontevedra. En 1719, la invasión inglesa causó grandes destrozos en la ciudad. Durante este siglo se llevaron a cabo reformas urbanas con nuevas plazas y calles y se construyeron nuevos edificios religiosos, como la Iglesia de San Bartolomé y el Colegio de la Compañía de Jesús, así como nuevos palacios urbanos como el de Mugartegui y la remodelación del de los Condes de Maceda. Cerca del recinto amurallado se construyó en 1792 la Iglesia de la Virgen Peregrina.
En el siglo XIX se derribó la muralla medieval, comenzando en 1852 por la puerta de Trabancas y terminando con el tramo de la calle Rouco y la calle Cobián Roffignac en 1875. También se derribaron las torres arzobispales y la fortaleza de los Churruchaos y se construyó el palacete de las Mendoza.
En 1880 se construyó la nueva Casa consistorial, se urbanizó la plaza de España y se amplió la Alameda (antigua huerta de los Dominicos), frente a la cual se construyeron los edificios administrativos, sede de las instituciones de la capital de la provincia, concedida en 1833. En 1951, el casco histórico de Pontevedra fue declarado conjunto histórico-artístico. En 1999, el casco histórico fue peatonalizado y se llevó a cabo una profunda renovación urbana.

## Urbanismo
La Basílica de Santa María la Mayor y el Convento de San Francisco marcan los puntos estratégicos de oeste a este del casco antiguo sobre dos colinas. Entre ellos se conformó la ciudad medieval con su laberinto de calles (ruas) y plazas medievales. Las calles se estructuraron en torno a un eje principal que corresponde a las actuales calles Sarmiento e Isabel II, y a partir de allí se dividieron el resto de las calles, conformando un ejemplo clásico de ciudad medieval con planta de espina de pez, donde las calles se estructuran a partir de un único eje central sobre el que se injertan las calles secundarias. La calle Real atraviesa una parte del casco antiguo de norte a sur y tiene su origen en el trazado de la antigua vía romana XIX del itinerario de Antonino que siglos más tarde se convirtió en vía de paso del Camino de Santiago Portugués, al igual que la calle Soportales. La calle Sarmiento es la calle transversal oeste-este más importante junto con la calle Isabel II. Entre las calles, como las de Manuel Quiroga, Don Gonzalo, Figueroa o Pasantería, el casco histórico está salpicado de plazas de proporciones regulares, cuadradas o rectangulares, con numerosas casas nobles con escudos de piedra, que airean la trama urbana y le dan elegancia.
La principal zona verde del centro histórico son los jardines de Casto Sampedro, anexos a la iglesia y antiguo convento de San Francisco, en el centro de los cuales se encuentra la fuente renacentista de la Herrería. Al oeste se encuentra el Campillo de Santa María con los restos de la antigua muralla y al suroeste del casco antiguo está la Alameda de Pontevedra, antiguo huerto de los dominicos.

## Lugares de interés

### Plazas de origen medieval
Las plazas medievales del casco antiguo de Pontevedra destacan como pequeños salones de proporciones regulares y geométricas. Muchas de ellas evocan con sus nombres comerciales las actividades que allí se desarrollaban siglos atrás: la plaza de la Leña, la plaza de la Verdura, la plaza de la Pedreira, la plaza de la Herrería... Las plazas más importantes son: la plaza de la Verdura, la plaza de la Herrería, la plaza de la Leña, la plaza de Teucro, la plaza de la Pedreira y la plaza de Méndez Núñez. Otras plazas importantes del casco antiguo son: plaza de las Cinco Calles, plaza del Muelle, plaza de Curros Enríquez o plaza de Alonso de Fonseca y en el límite del casco histórico: plaza de la Peregrina y plaza de España.

### Edificios religiosos
Los edificios religiosos más representativos del casco antiguo fueron construidos por órdenes mendicantes (dominicos, franciscanos),  por el poderoso gremio de Mareantes, por los jesuitas y por la cofradía de Nuestra Señora del Refugio y Divina Peregrina. Estos edificios son: las ruinas del convento gótico de Santo Domingo, la iglesia gótica de San Francisco, la basílica gótico-renacentista de Santa María la Mayor, la iglesia barroca de San Bartolomé, el Colegio de la Compañía de Jesús, la Casa Rectoral de Santa María y la iglesia barroca de la Virgen Peregrina. En el casco antiguo hay también varias capillas, como la del Nazareno y la de las Ánimas y el santuario de las Apariciones, y en el exterior, a pocos metros al este de las antiguas murallas, se encuentra el convento gótico de Santa Clara.

### Edificios civiles
Pontevedra fue lugar privilegiado de residencia de la nobleza y de poderosas familias gallegas. Ninguna otra ciudad gallega posee tal riqueza de escudos de armas en las fachadas de muchas casas nobles y pazos. En el casco histórico hay más de 200 escudos tallados en piedra.
Edificios civiles importantes son: la Casa de las Campanas, la Casa del Correo Viejo, la Casa de los Vaamonde, el Palacio de los Condes de Maceda, el Pazo de Gago y Montenegro, el Pazo de los Condes de San Román, el Pazo de Mugartegui, el Pazo de los Cru y Montenegro, el Pazo de García Flórez, el Pazo de Castro Monteagudo, la Casa de las Caras, la Casa de los Barbeito y Padrón, el Teatro Principal y el Liceo Casino, el Edificio Varela, el Pazo de los Marqueses de Aranda, la Casa de la Luz, la Casa consistorial de Pontevedra, el Palacete de las Mendoza, el Palacio de la Diputación de Pontevedra, el Instituto Valle-Inclán, el Edificio del Colegio Oficial de Aparejadores y Arquitectos Técnicos de Pontevedra, el Mercado de Abastos de Pontevedra y el Edificio Castelao.

### Esculturas urbanas y fuentes
Las esculturas del centro histórico rinden homenaje a personajes relevantes de la historia de la ciudad: El Fiel contraste, el Monumento a los Héroes de Puente Sampayo, el monumento a Castelao o la estatua de Valle-Inclán, así como a figuras populares como el loro Ravachol o las mujeres gallegas (Mujer con gallinas).
En el centro histórico también se encuentran diversas fuentes representativas de la historia de la ciudad. Las fuentes de piedra más destacadas son la Fuente de la Herrería (1554), la Fuente de los Tornos (1872) en la calle Real, la fuente de la plaza del Muelle (1876) y la fuente de la calle Real en la parte inferior de la plaza de Teucro (1970). Además en el casco antiguo se localizan las destacadas fuentes decimonónicas de hierro fundido de la ciudad, que datan de 1887.

### Puentes
El puente del Burgo es el puente en arco que da acceso al casco histórico desde el norte y que dio nombre a la ciudad (Pontis Veteris).

### Museos
En el centro histórico de la ciudad se encuentran los siguientes museos:
- Museo de Pontevedra: Fue inaugurado en 1929 y cuenta con 7 edificios. Está catalogado como uno de los tres mejores museos provinciales de España.[31]
- Centro de Interpretación de las Torres Arzobispales (CITA): Fue inaugurado en 2010 y muestra la que fue una de las estructuras defensivas más importantes de la ciudad.[32]

### Bienes de Interés Cultural
El conjunto de monumentos del centro histórico de Pontevedra que desde 1951 hasta la actualidad fueron protegidos patrimonialmente al amparo de distintas figuras legales quedaron en 1985 unificados bajo la categoría de Bien de Interés Cultural, fruto de la entrada en vigor de la Ley 16/1985 de Patrimonio Histórico Español. Son los siguientes:
- Ruinas del Convento de Santo Domingo declaradas Monumento Nacional el 14 de agosto de 1895.[34][35][36]
- Convento-Iglesia de San Francisco declarados Monumento Nacional el 26 de agosto de 1896.[37][38]
- Real Basílica de Santa María la Mayor declarada Monumento Histórico-Artístico el 3 de junio de 1931.[39][40]
- Casco Antiguo de la ciudad, declarado Conjunto Histórico-Artístico el 23 de febrero de 1951.[41]
- Museo de Pontevedra declarado Monumento Histórico-Artístico el 1 de marzo de 1962.[42]
- Santuario de Nuestra Señora del Refugio La Divina Peregrina declarada Monumento el 13 de octubre de 2011.[43]

Fuera del casco antiguo se encuentran también el Monasterio de Lérez y sus alrededores declarado Monumento Histórico-Artístico y Paraje Pintoresco el 21 de junio de 1946 y el pazo de Lourizán declarado Bien de interés cultural el 14 de abril de 2025.

## Eventos culturales y fiestas
El casco histórico de la ciudad es el lugar donde se celebran la Feira Franca de Pontevedra, el Carnaval y el entierro del Loro Ravachol, los Mayos, la Semana Santa y diversos actos de las fiestas patronales de la Virgen Peregrina.

## Galería de imágenes

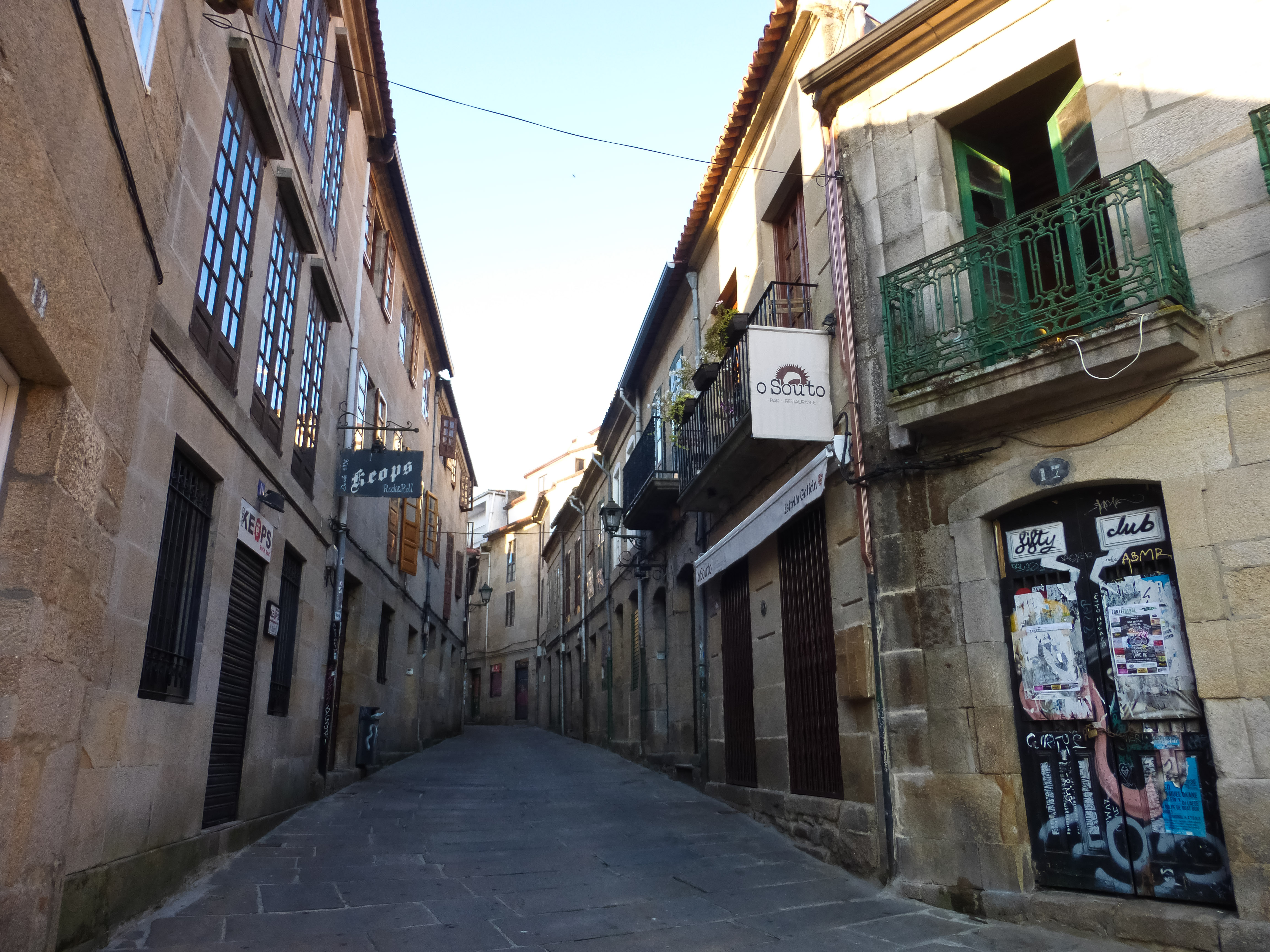
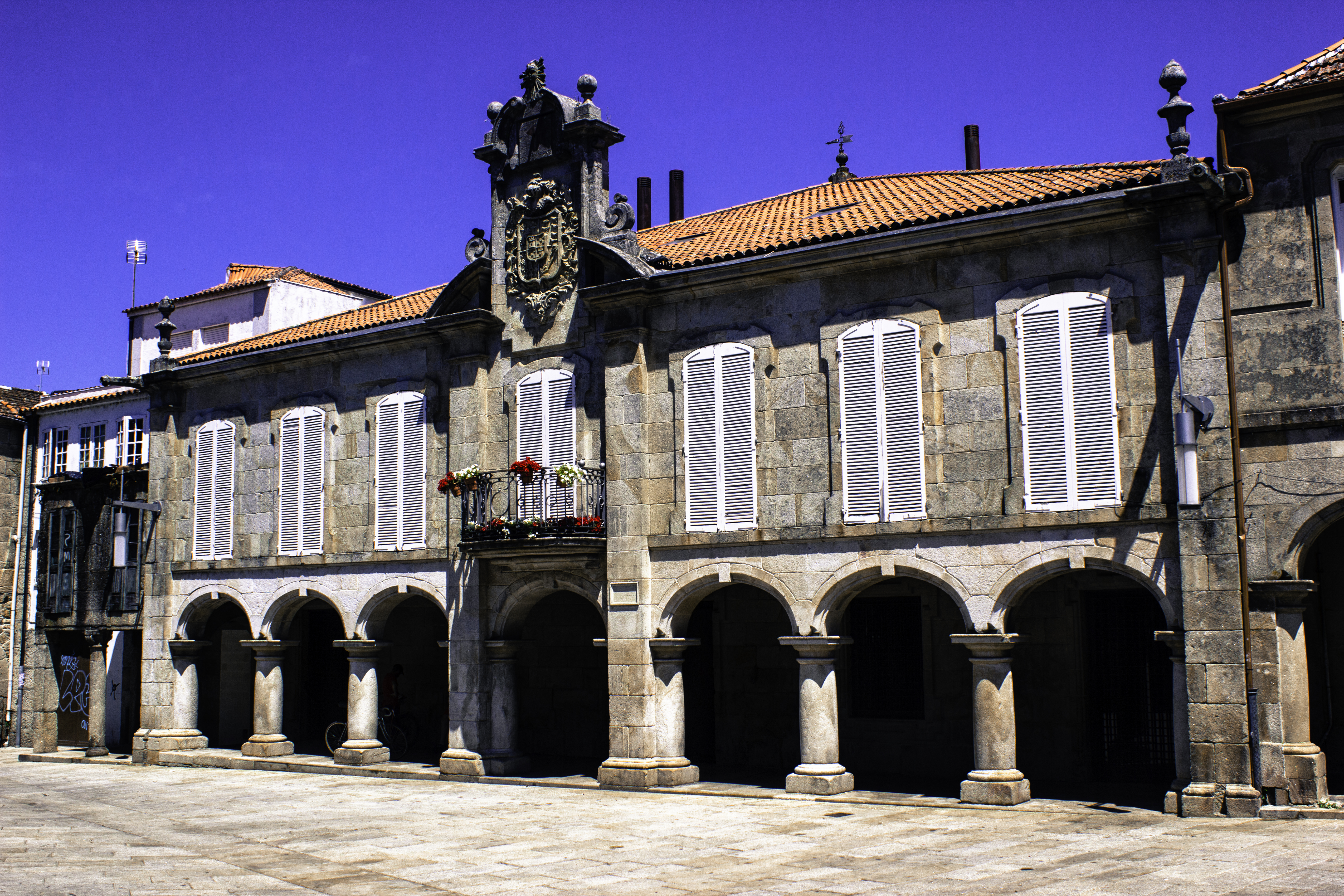
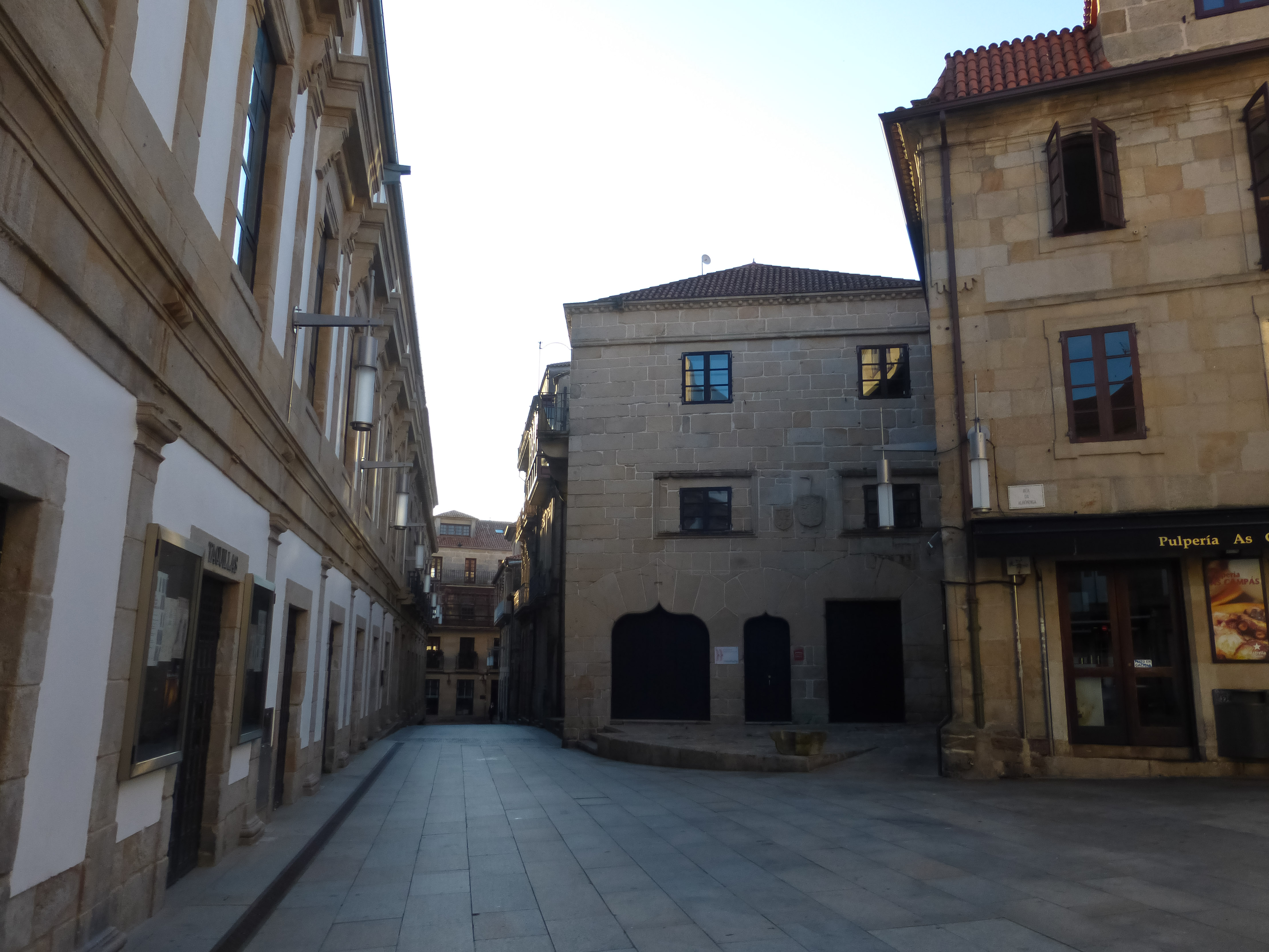
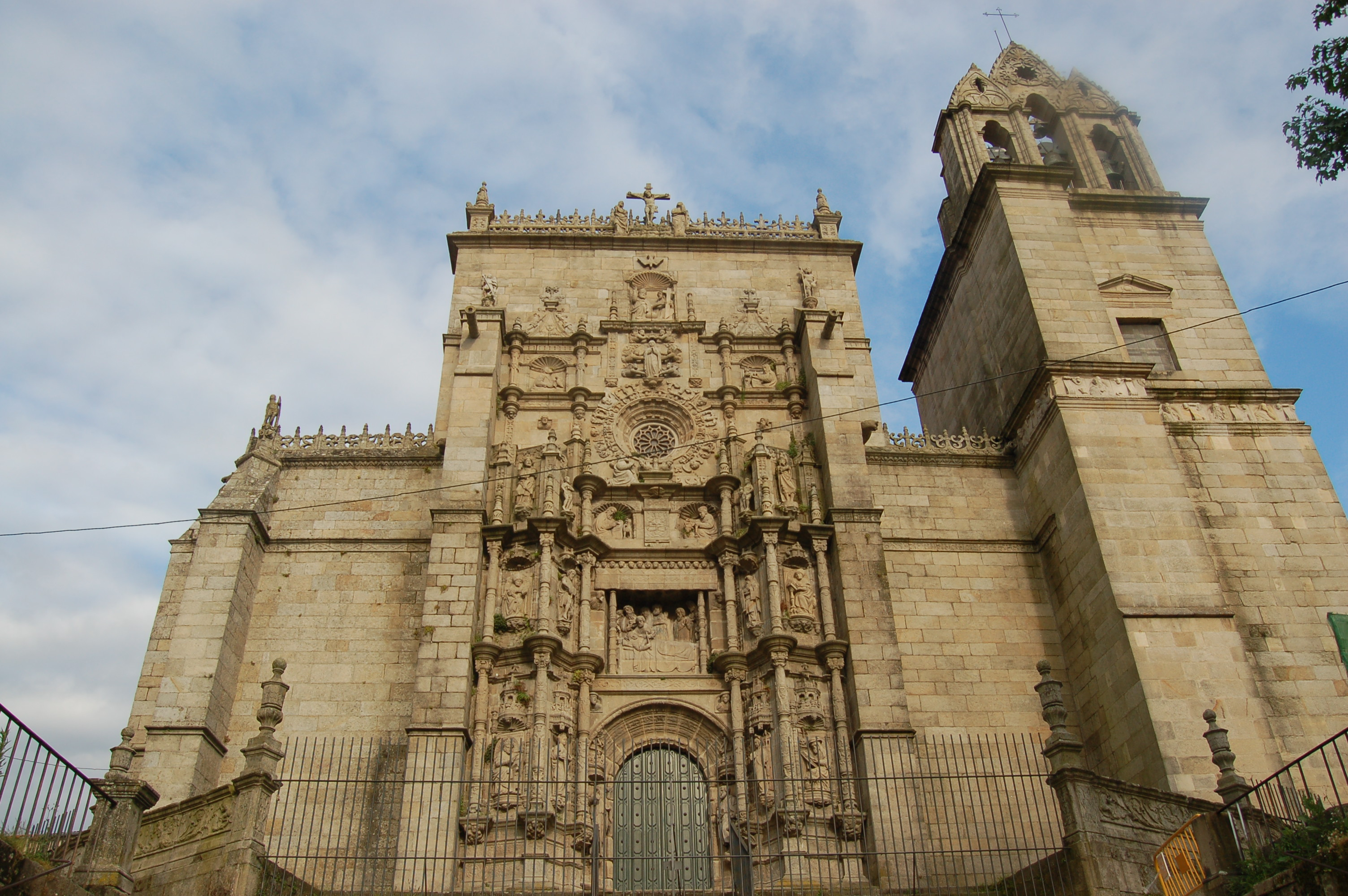
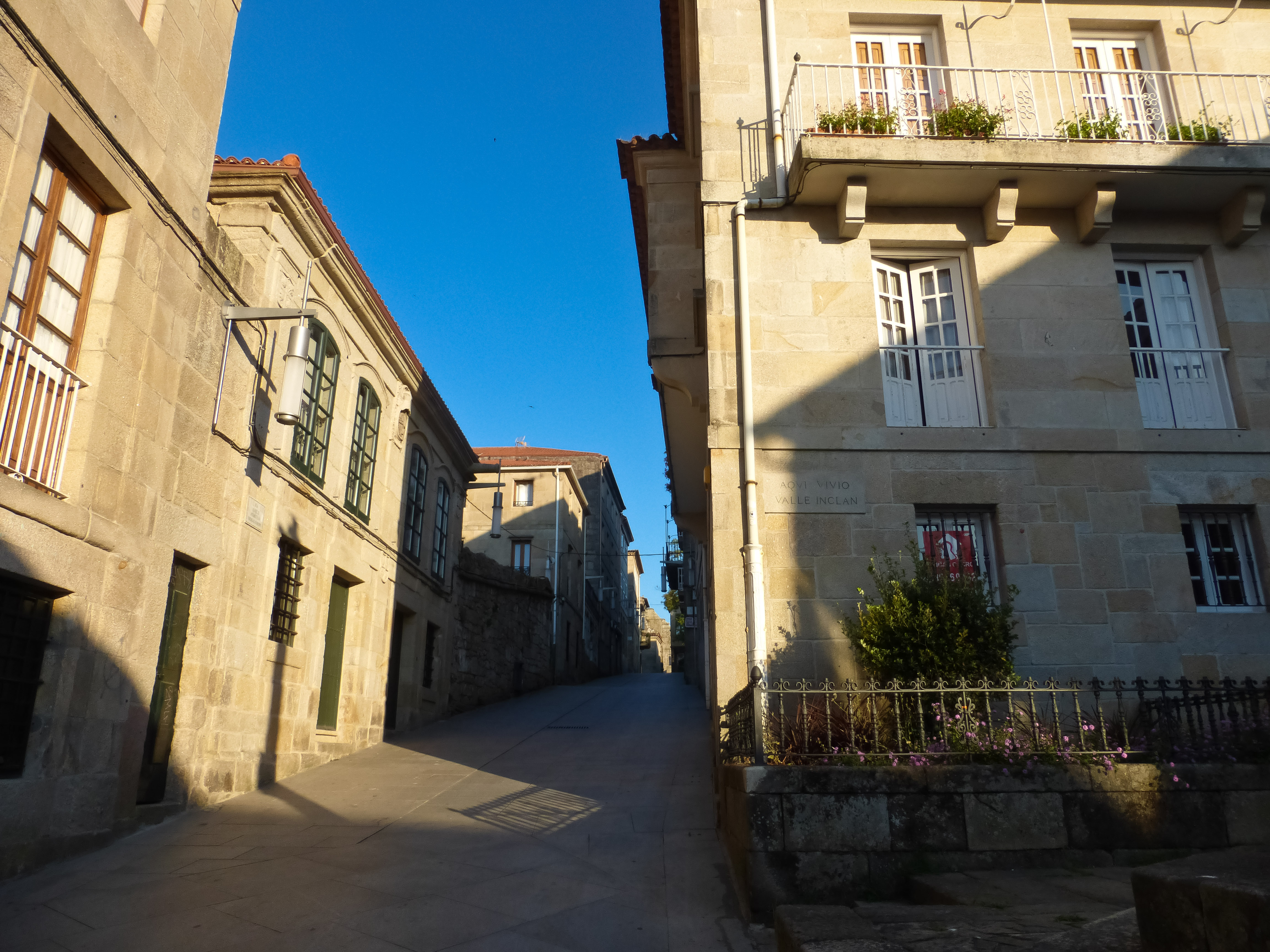
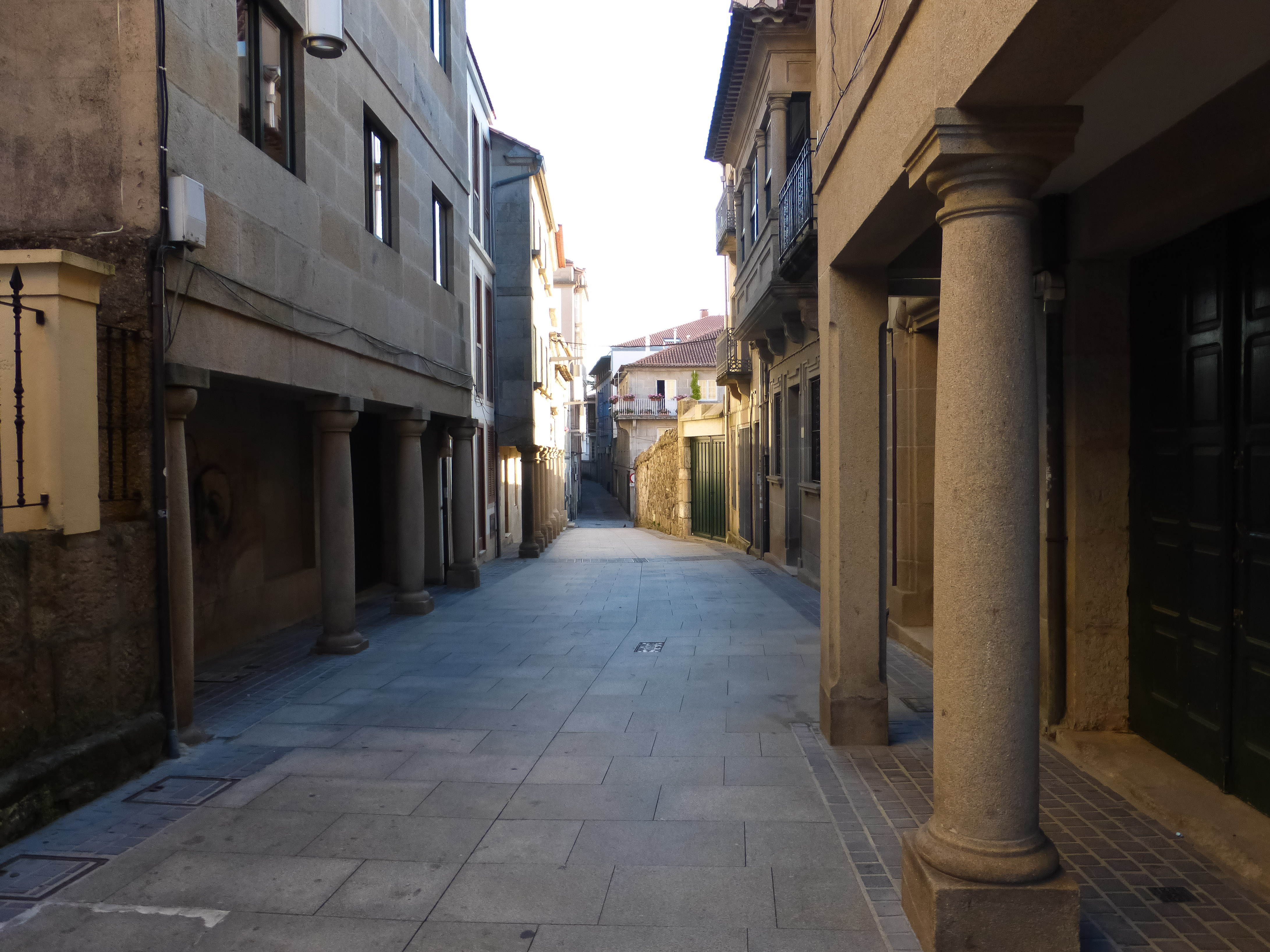
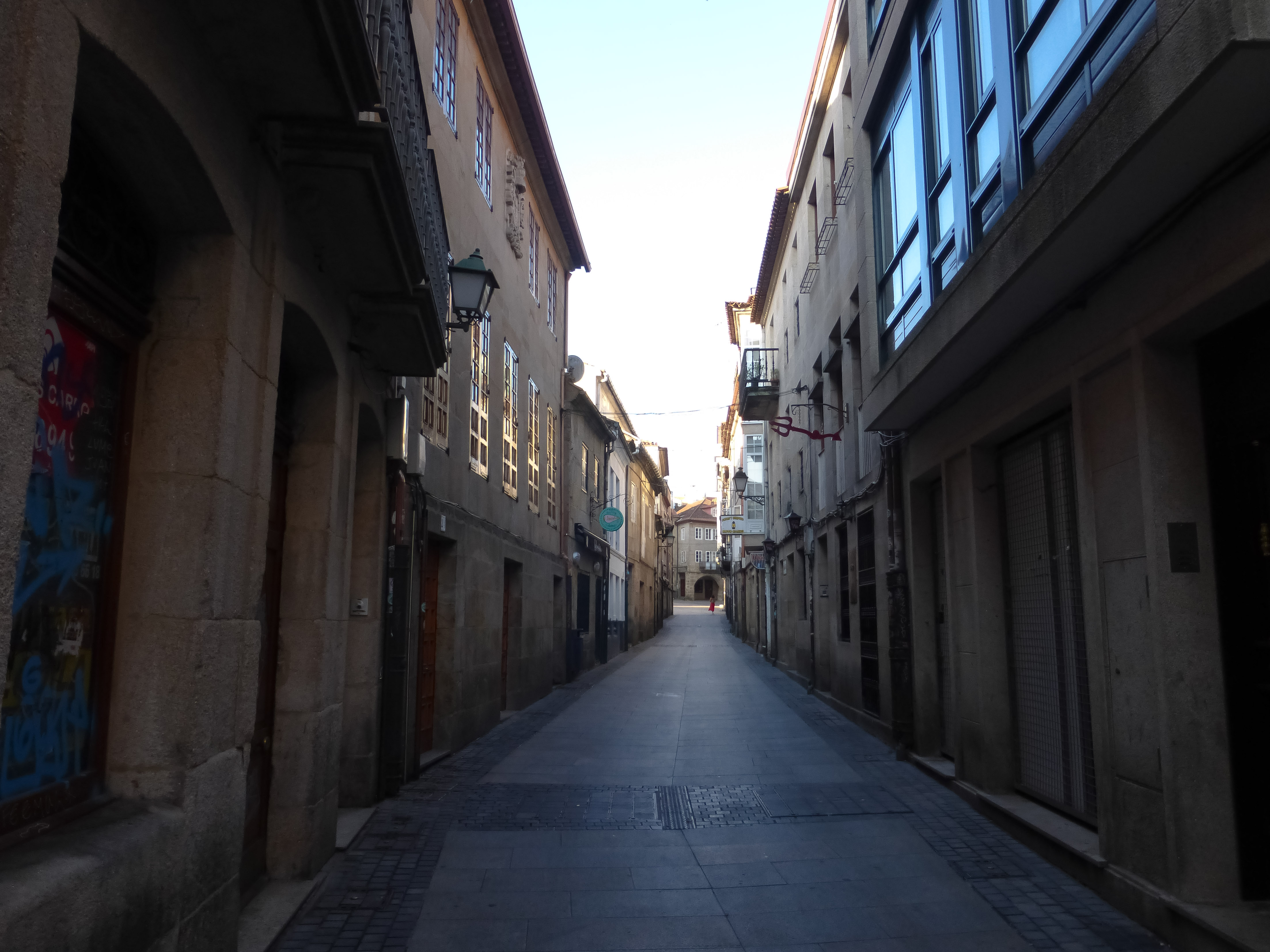
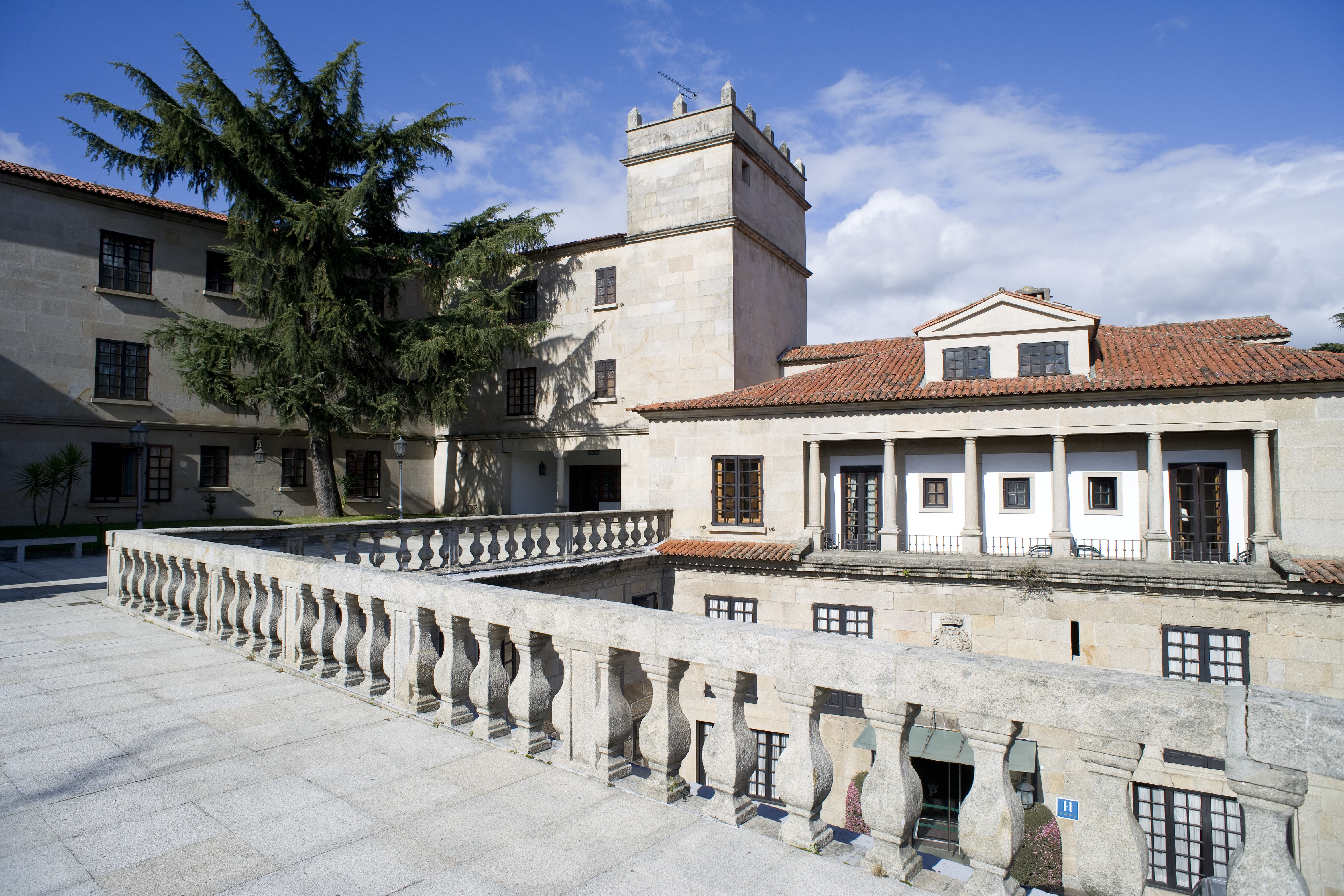
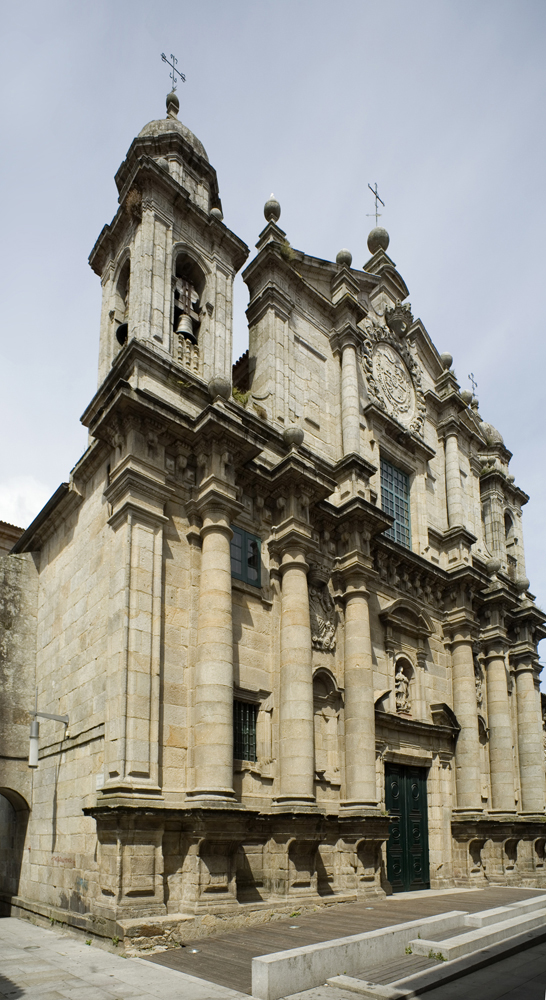
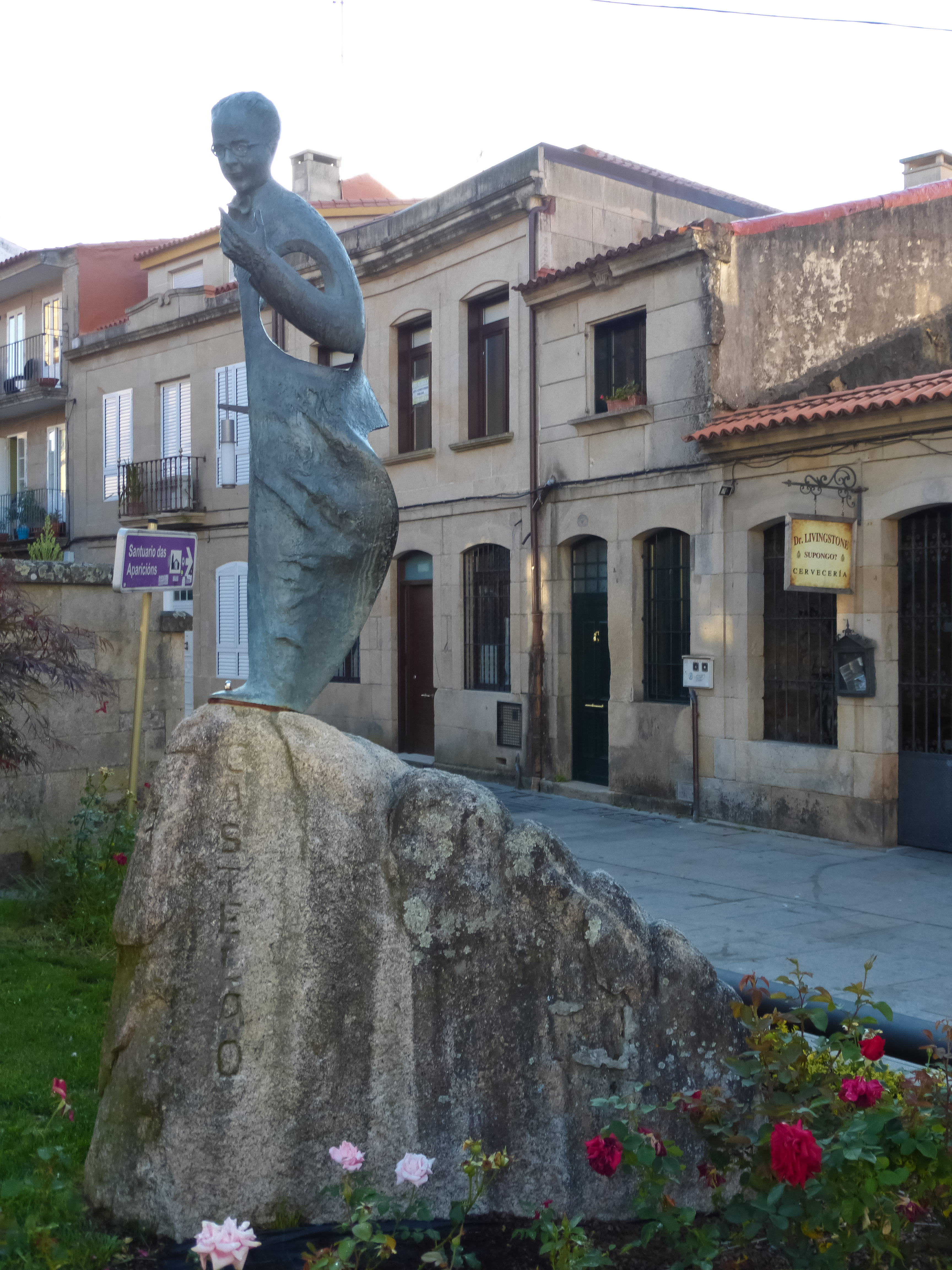
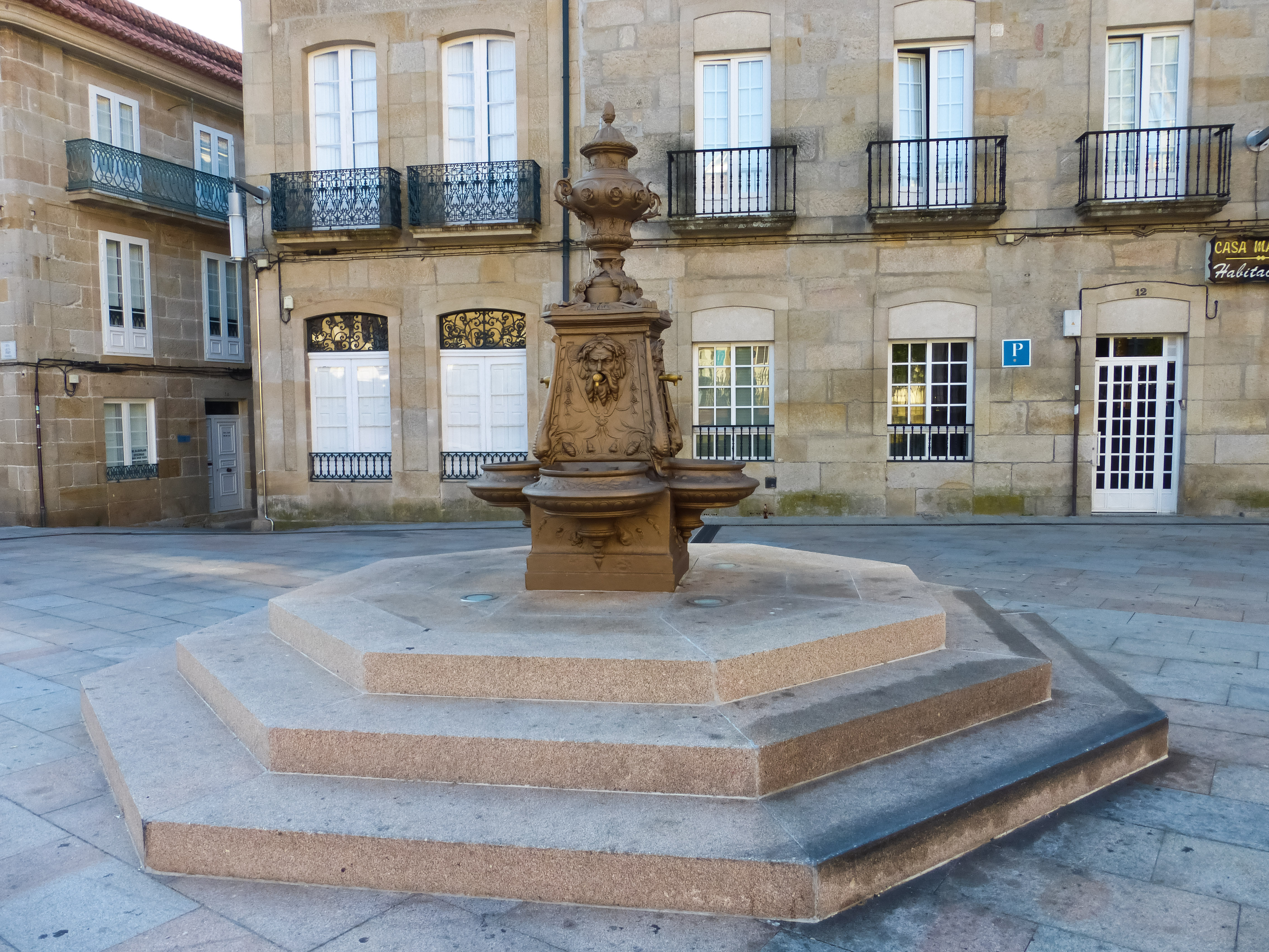
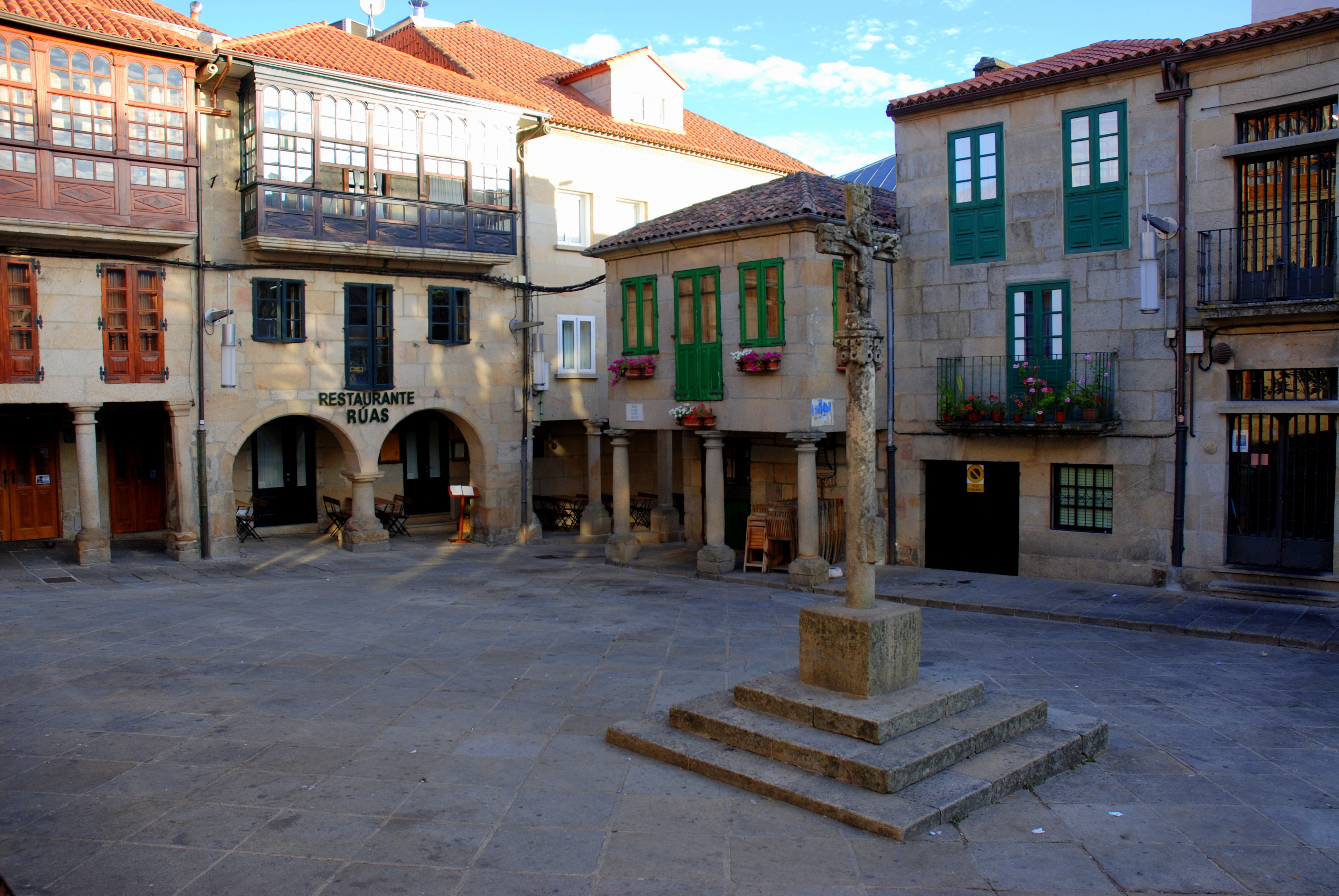
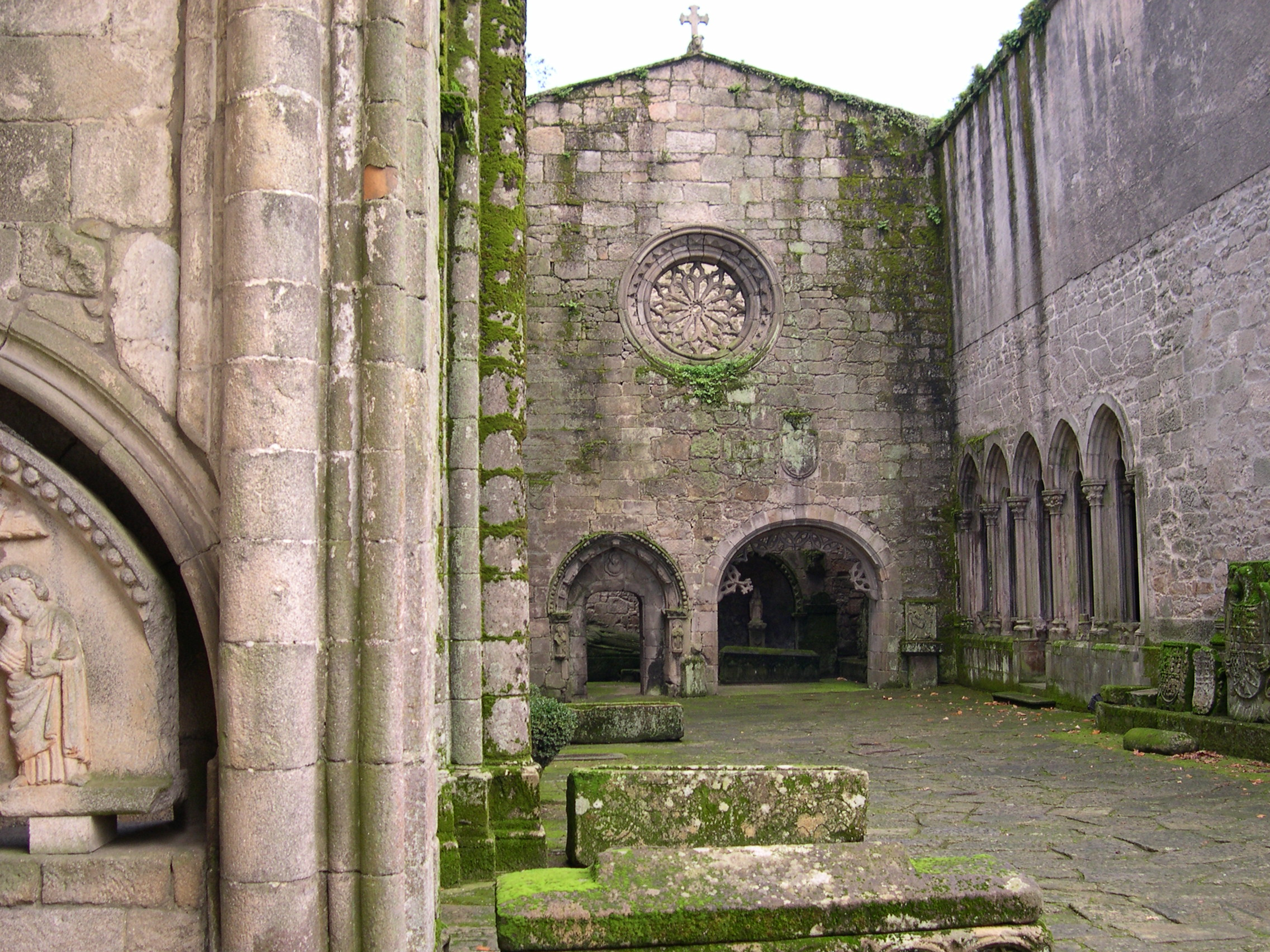
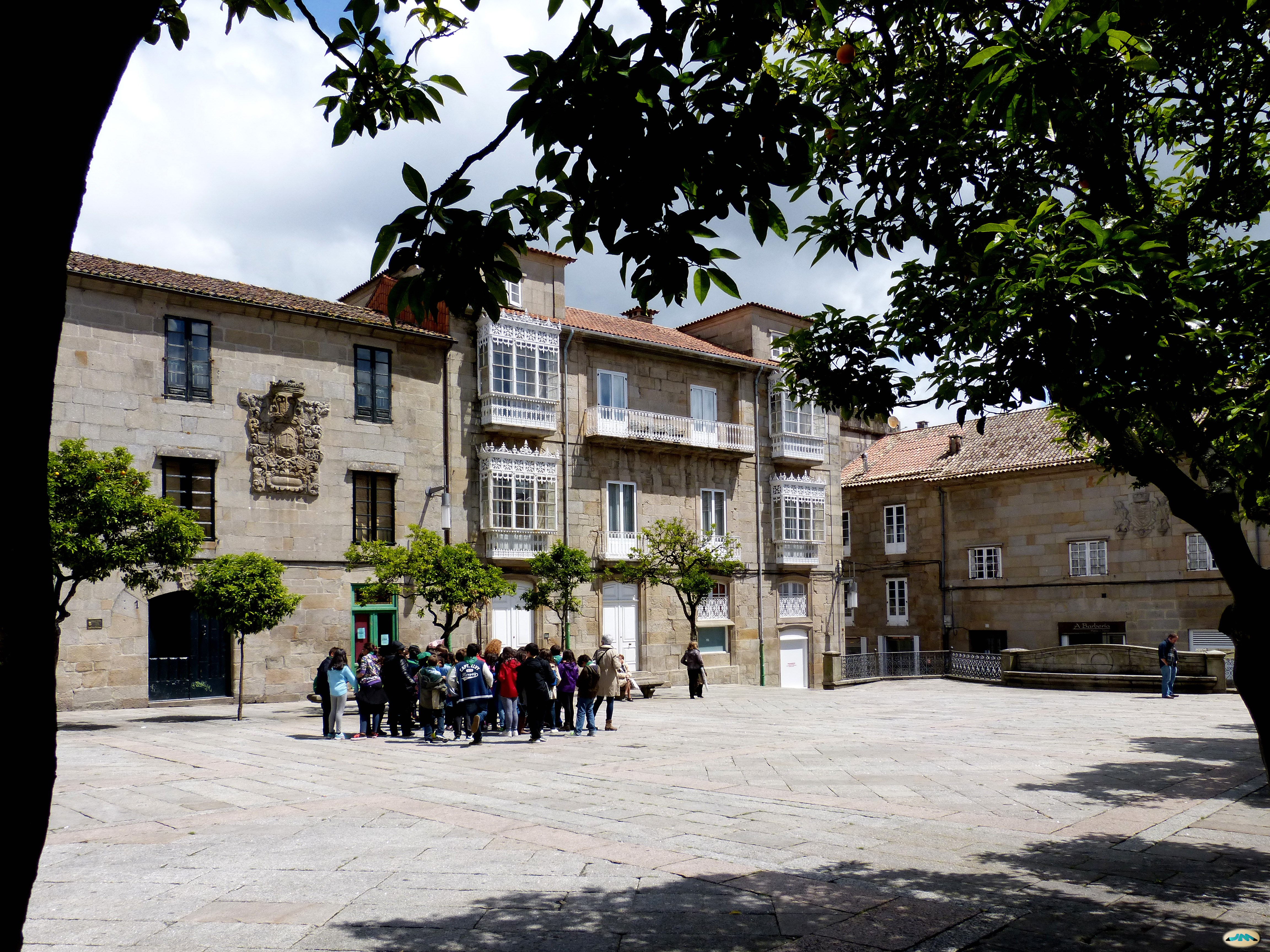
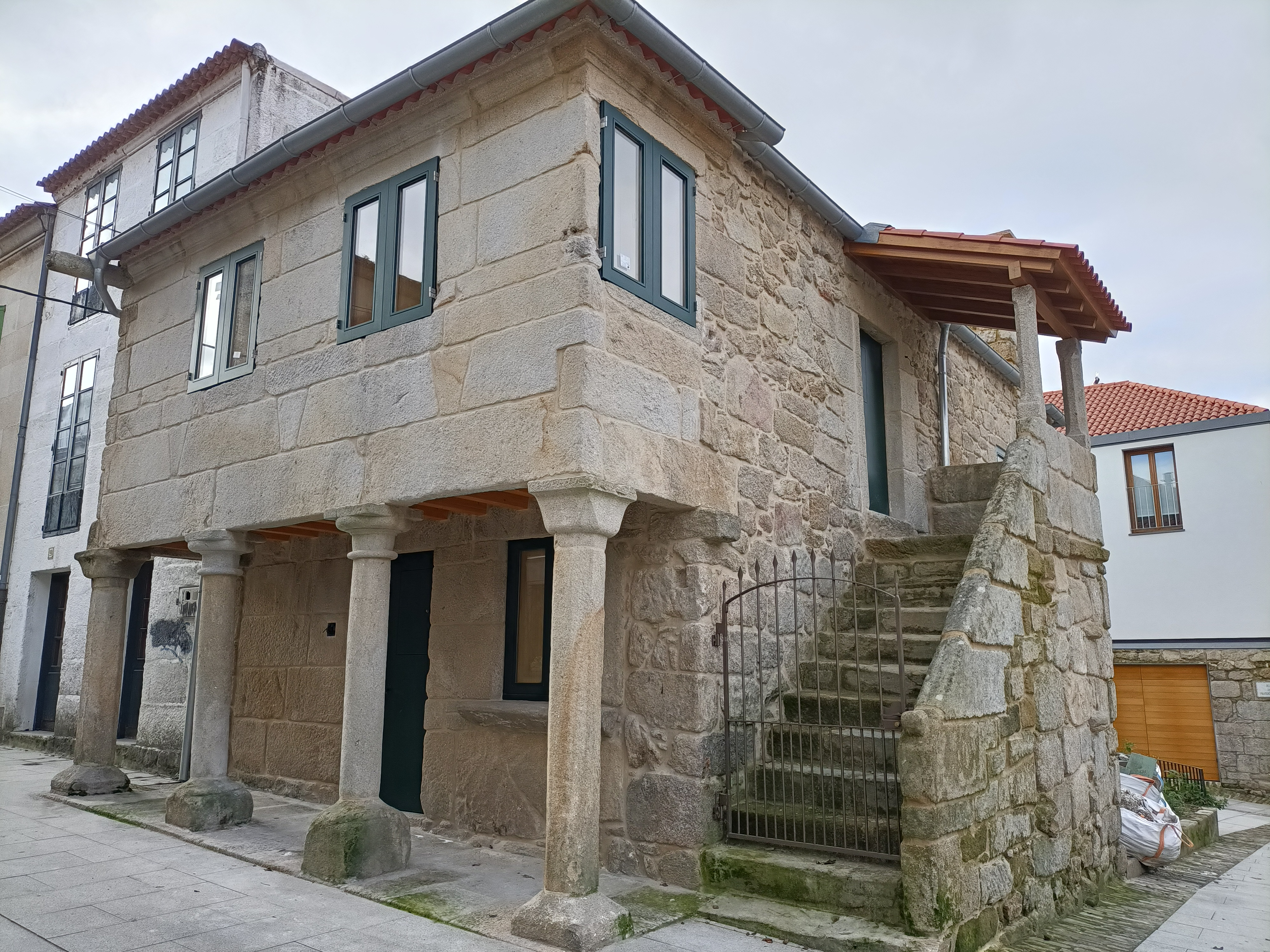